# Hors la vie
Hors la vie je koprodukční hraný film z roku 1991, který režíroval Maroun Bagdadi podle knihy Un otage à Beyrouth od Rogera Auqueho a Patricka Forestiera. Film měl světovou premiéru na Filmovém festivalu v Cannes dne 15. května 1991.

## Děj
V Bejrútu zmítaném libanonskou občanskou válkou je unesen francouzský fotograf.

## Obsazení
| Rafic Ali Ahmad    | Walid            |
| Nidal Al-Askhar    | Khaledova matka  |
| Hassan Farhat      | Ahmed            |
| Hippolyte Girardot | Patrick Perrault |
| Habib Hammoud      | Ali              |
| Sabrina Leurquin   | Isabelle         |
| Majdi Machmouchi   | Moustapha        |
| Hamza Nasrallah    | De Niro          |

## Ocenění
- Filmový festival v Cannes: cena poroty
- César: nominace v kategorii nejlepší herec (Hippolyte Girardot)